# Kanton L'Haÿ-les-Roses
Kanton L'Haÿ-les-Roses (fr. Canton de L'Haÿ-les-Roses) je francouzský kanton v departementu Val-de-Marne v regionu Île-de-France. Tvoří ho pouze město L'Haÿ-les-Roses.